# Ołownik
Ołownik (niem. Launingken, 1938–1945 Sanden) – wieś w Polsce położona w województwie warmińsko-mazurskim, w powiecie węgorzewskim, w gminie Budry.
Do sołectwa Ołownik należą: wieś Ołownik oraz osady Ołownik i Pochwałki.
Przysiółkami wsi Ołownik są Rososze (dawniej Ławniki) i Rożny (dawniej PGR Piotrowo).
W latach 1975–1998 miejscowość położona była w województwie suwalskim.

## Historia
Majątek ziemski w Ołowniku w XIX i w XX wieku do stycznia 1945 r. należał do rodziny von Sanden. Majątek wraz z folwarkami i lasami miał powierzchnię około 12 000 ha.
Podczas akcji germanizacyjnej nazw miejscowych i fizjograficznych historyczna nazwa niemiecka Launingken została w lipcu 1938 r. zastąpiona przez administrację nazistowską nazwą Sanden.
Wieś Ołownik w latach 1954-1972 należała do Gromadzkiej Rady Narodowej w Olszewie Węgorzewskim. W tym czasie do sołectwa Ołownik należały wsie: Dąbrówka, Mniszki, Ołownik, Pochwałki, Rożny i Rososze. Po likwidacji gromady Olszewo Węgorzewskie wieś włączona została do gminy Budry. W pierwszej połowie lat siedemdziesiątych XX wieku ze wsi Ołownik wydzielono nową jednostkę administracyjną Ołownik PGR.
Po II wojnie światowej szkołę podstawową w Ołowniku uruchomiono w roku 1954. W roku szkolnym 1966/67 była to szkoła czteroklasowa.

## Elektrownia wodna
W Ołowniku znajduje się nowoczesna elektrownia wodna. Zalew utworzony przez zaporę tworzy jedno z najlepszych łowisk ryb na Mazurach. W budynku starej elektrowni ma znajdować się restauracja. Przez miejscowość przepływa rzeka Węgorapa, która jest nie tylko częścią szlaków kajakowych, ale również ostoją bobrów.
Przed budową nowoczesnej elektrowni znajdowała się elektrownia zbudowana w okresie międzywojennym, w dużym, murowanym budynku krytym dachówką. Po wojnie obsługiwała pobliskie wsie i miejscowy majątek. Produkcję energii po niewielkim remoncie rozpoczęto w noc sylwestrową 1948/49. Pracowała bez przerwy do połowy 1995r, kiedy to została sprywatyzowana przez Agencję Własności Rolnej Skarbu Państwa w Suwałkach. Została wycofana z eksploatacji a zabytkowe urządzenia (m.in. generatory i turbiny z lat 1918 i 1920) wywiezione na złom. Z budynków pozostały tylko mury bez drzwi i okien. W roku 2002 nowy właściciel rozpoczął odbudowę.
Wśród łąk i mało znanych ostępów leśnych biegną szlaki rowerowe i piesze.